# Weissia abbreviata
Weissia abbreviata är en bladmossart som beskrevs av Richard Henry Zander 1993. Weissia abbreviata ingår i släktet krusmossor, och familjen Pottiaceae. Inga underarter finns listade i Catalogue of Life.